# Mittagong
Mittagong är en ort i Australien. Den ligger i kommunen Wingecarribee och delstaten New South Wales, i den sydöstra delen av landet, omkring 96 kilometer sydväst om delstatshuvudstaden Sydney. Den ligger vid sjön Lake Alexandra.
Närmaste större samhälle är Bowral, nära Mittagong.
Trakten runt Mittagong består till största delen av jordbruksmark. Runt Mittagong är det glesbefolkat, med 15 invånare per kvadratkilometer. Genomsnittlig årsnederbörd är 1 238 millimeter. Den regnigaste månaden är februari, med i genomsnitt 210 mm nederbörd, och den torraste är juli, med 35 mm nederbörd.